# SegaNet
SegaNet fue un servicio de Internet proporcionado por Sega para las videoconsolas Sega Saturn y Sega Dreamcast.

## Historia

### Saturn
En sus inicios, SegaNet era el servicio en línea de Sega para la Sega Saturn en Japón. A diferencia de otros servicios en línea, el usuario no se conectaba a un servidor central, sino que le indicaba al módem conectado en la ranura de cartucho de la Saturn que llamara a la persona con la que se deseaba jugar. Puesto que esto no requiere servidores para funcionar, el servicio puede funcionar, siempre y cuando al menos dos usuarios tengan el hardware y el software necesarios, así como una línea telefónica.

### Dreamcast
SegaNet se convirtió en un proveedor de servicios de Internet de corta vida operado por Sega, dirigido a facilitar el acceso por conexión por línea conmutada a juegos en línea para su videoconsola Sega Dreamcast. Como sustituto de Heat.net, el servicio de juego en línea anteriormente reservado a los PCs inicialmente fue muy popular cuando se lanzó el 10 de septiembre de 2000. A diferencia de un Proveedor de servicios de Internet estándar, los servidores de videojuegos se conectaría directamente a la red interna de SegaNet, proporcionando una conexión de muy baja latencia entre las consolas y los servidores en una conexión estándar a Internet.
SegaNet ofreció inicialmente un descuento de 200 dólares por un contrato de dos años, para fomentar las ventas de la Dreamcast. Las ventas siguieron bajando, y en julio de 2001, Sega anunció que suspendería el servicio, lo que hizo de este servicio en línea uno de los de más corta duración por sus 11 meses activo. Se ofreció a todos los suscriptores la opción de transferir sus cuentas a EarthLink.
Los juegos en línea para Dreamcast permitían inicialmente el libre acceso a los servidores del juego, lo que se compensaba con la suscripciones a SegaNet y las ventas de videojuegos. Pero con la desaparición de SegaNet, la mayoría de juegos cerraron sus servidores mientras que Phantasy Star Online versión 2 cobraba una cuota mensual, pero esta cerró definitivamente a finales de año.

Su contrapartida europea, Dreamarena, se interrumpió en marzo de 2003.